# Stanislav Renko
Stanislav Renko, slovenski novinar in publicist, * 19. avgust 1911, Nadanje Selo (danes v občini Pivka), Kranjska, Avstro-Ogrska, † 6. junij 2001, Trst, Italija.
Po končani gimnaziji je v Beogradu diplomiral na Gozdarski fakulteti in pridobil strokovni naziv: inženir gozdarstva. Med drugo svetovno vojno je sodeloval v Narodno osvobodilni vojni v Jugoslaviji na področju Gorskega Kotarja.
Po vojni se preseli z družino v Trst. Kot novinar se zaposli pri časopisu Primorski dnevnik. Po treh letih novinarstva postane glavni in odgovorni urednik Primorskega dnevnika. Na tem položaju je bil od leta 1948 do leta 1971. Leta 1971 je napisal monografijo »Kje prebivamo in koliko nas je Slovencev v Trstu«, leta 1972 pa monografijo »Za globalno zaščito Slovencev v Italiji«.